# Rahiolisaurus
Рахиолизавр (лат. Rahiolisaurus, буквально — ящер из Рахиоли) — род тероподовых динозавров из семейства абелизаврид, живших в позднем меловом периоде (маастрихт) около 70—65 млн лет назад на территории нынешней Южной Азии. Ископаемые остатки абелизаврида были найдены в глинозёмной геологической формации Lameta в районе Кхеда (Kheda District) штата Гуджарат, Индия. Описан палеонтологом Фернандо Новасом и его коллегами в 2010 году. Типовой вид — Rahiolisaurus gujaratensis.
Первая часть родового названия Rahiolisaurus образована от названия деревни Рахиоли (Rahioli), близ которой были обнаружены ископаемые остатки, вторая часть от др.-греч. σαῦρος «ящерица». Видовое название gujaratensis указывает на то, что остатки динозавра были найдены в штате Гуджарат.
В длину достигал около 8 метров, отличался очень стройным и тонким туловищем. Известен по многочисленным костным ископаемым остаткам. Исследование Rahiolisaurus дало новую информацию о морфологическом строении ног, до сих пор мало известном у других представителей абелизаврид. Вероятно являлся отдельным таксоном от другого симпатрического вида — Rajasaurus narmadensis.